# Harmonia (geslacht)
Harmonia is een geslacht van kevers uit de familie van de lieveheersbeestjes (Coccinellidae).

## Soorten
- Harmonia antipoda (Mulsant, 1848)
- Harmonia axyridis (Pallas, 1773) – Aziatisch lieveheersbeestje
- Harmonia bicolor (Blackburn, 1892)
- Harmonia conformis (Boisduval, 1835)
- Harmonia dimidiata (Fabricius, 1781)
- Harmonia octomaculata (Fabricius, 1781)
- Harmonia testudinaria Mulsant, 1850
- Harmonia quadripunctata (Pontoppidan, 1763) – Harlekijnlieveheersbeestje